# Kiskarácsony, nagykarácsony / Kállai kettős
A Kiskarácsony, nagykarácsony / Kállai kettős az Omega kislemeze 1970-ből, a Trombitás Frédi és a rettenetes emberek nagylemezről kimásolt dalokkal.

## Dalok
A: Kiskarácsony, nagykarácsony (Presser Gábor – Adamis Anna)
B: Kállai kettős (Presser Gábor feldolgozása)

## Felvételek
- Omega együttes:  Kiskarácsony-nagykarácsony. Omega együttes  YouTube (2010. március 27.)  (Hozzáférés: 2017. június 28.) (audió)